# 二国家解決
二国家解決（にこっかかいけつ、Two-state solution）は、イスラエルとパレスチナとの間の領土紛争解決方案の一つである。諸外国によるパレスチナ国への国家承認によって、「イスラエルと将来の独立したパレスチナ国家が平和かつ安全に共存する」を目指すことを意味する。

## 概要
この解決案は1974年に、国連が1948年の国際連合総会決議第194号(A/RES/194)に基づいて提案したものである。アラブ諸国はこの1948年の決議第194号に反対票を投じていたが、その後すぐにこの決議を支持するようになった。イスラエルとパレスチナにおいては穏健派や左派が積極的に支持する。イスラエルのハダシュ、メレツ、労働党、イェシュ・アティッドなどの政党やパレスチナのファタハ、第三の道がこの解決案に支持する。
イスラエル国家を承認しているアメリカ政府は、パレスチナを国連の正式な加盟国にするよう勧告する案には反対しているが、「当事者間の交渉による、イスラエルの安全が保証された二国家解決」を支持している。
ネタニヤフは2009年に政権交代で2度目のイスラエル首相になったとき、バル＝イラン大学での演説で「エルサレム(東西)をイスラエルの首都とし、パレスチナが帰還権を放棄し、パレスチナがイスラエルをユダヤ人国家と認め、パレスチナ国家が非武装化されるという保証があれば、私達はパレスチナ国家を認める用意がある」と述べた。また、「領土問題は今後の議題にする」と述べた。パレスチナの高官はこの条件を拒否し、「ネタニヤフがパレスチナ国家という言葉を使ったことに騙されないでほしい」と述べた。
多くのパレスチナ人とイスラエル人、そしてアラブ連盟は、1949年停戦協定に基づく「1967年より前までの境界線(グリーンライン)」による二国家解決案を受け入れると述べている。2013年のギャラップ調査によると、「パレスチナ国家とイスラエル国家が個別に共存する解決策を支持するか否か」という質問に、ヨルダン川西岸地区のパレスチナ人の70％、ガザ地区のパレスチナ人の48％、イスラエルのユダヤ人の52％、イスラエルの非ユダヤ人の85%が「支持する」と答えた。また、2007年の調査によると、ヨルダン川西岸地区とガザ地区のパレスチナ人回答者の約4分の3が、二国家解決または一国家解決のいずれかを支持し、うち46.7％が二国家解決、26.5％が二民族一国家解決を支持する。この調査では質問者は「ひとつのパレスチナ国家」を選択肢として提示しなかったが、回答者の11%が「ひとつのパレスチナ国家」と答えた。また、質問者は「イスラム国家」を選択肢として提示しなかったが、回答者の2%が「イスラム国家」と答えた。
2018年6月から7月にPCPSRが行った世論調査では、パレスチナ(ヨルダン川西岸と東エルサレムとガザ地区)のパレスチナ人は、二国家解決案を43%が支持、民主的な(二民族が平等な)一国家解決案を9%が支持、アパルトヘイト(ユダヤ人の権利を制限する)一国家解決案を9%が支持、「歴史的なパレスチナ」からユダヤ人を追放する一国家解決案を17%が支持、その他が22%だった。イスラエルのユダヤ人は、二国家解決案を43%が支持、民主的な(二民族が平等な)一国家解決案を19%が支持、アパルトヘイト(アラブ人=パレスチナ人の権利を制限する)一国家解決案を15%が支持、「歴史的なパレスチナ」からアラブ人=パレスチナ人を追放する一国家解決案を8%が支持、その他が16%だった。イスラエルのアラブ系市民は、二国家解決を82%が支持、民主的な(二民族が平等な)一国家解決を11%が支持、アパルトヘイト(ユダヤ人の権利を制限する)は0%、「歴史的なパレスチナ」からユダヤ人を追放は0%、その他が7%だった。
2020年8月から9月にPCPSRが行った世論調査では、パレスチナ(ヨルダン川西岸と東エルサレムとガザ地区)のパレスチナ人は、二国家解決案を43%が支持、民主的な(二民族が平等な)一国家解決案を9%が支持、アパルトヘイト(ユダヤ人の権利を制限する)一国家解決案を10%が支持、その他が39%だった。今回は「歴史的なパレスチナ」からユダヤ人を追放する一国家解決案は選択肢になかったので、その他が増加した。イスラエルのユダヤ人は、二国家解決案を42%が支持、民主的な(二民族が平等な)一国家解決案を10%が支持、アパルトヘイト(アラブ人=パレスチナ人の権利を制限する)一国家解決案を22%が支持、その他が27%だった。今回は「歴史的なパレスチナ」からアラブ人=パレスチナ人を追放する一国家解決案は選択肢になかったので、その他が増加した。イスラエルのアラブ系市民は、二国家解決を59%が支持、民主的な(二民族が平等な)一国家解決を13%が支持、アパルトヘイト(ユダヤ人の権利を制限する)は0%、その他が28%だった。PCPSRの調査は、最初にすべての選択肢を提示するのではなく、二国家解決を支持するかどうかを聞き、支持しないと答えた人に次の選択肢を提示して支持するかどうか質問し、それも支持しないと答えた人にまた別の選択肢を提示する形式で行われた。
2021年4月7日、米国大統領バイデンはヨルダン国王アブドゥッラー2世との電話会談で、二国家解決案への支持を表明した。
2023年10月31日から11月7日にパレスチナ(ヨルダン川西岸地区とガザ地区南部)のパレスチナ人を対象にArab World for Research and Development (AWRAD)が行った世論調査では、(イスラエルを国家として認める)二民族二国家解決を支持する人は17.2%で、二民族一国家(パレスチナ人とユダヤ人のひとつの国家)を支持する人は5.4%で、(イスラエルを国家として認めない)「ヨルダン川から地中海まで」のひとつのパレスチナの国家を支持する人は74.7%だった。
2024年8月にガザ地区のパレスチナ人を対象にArab World for Research and Development (AWRAD)が行った調査では、(パレスチナ問題の)最終解決の実現可能な選択肢を提示された場合に、(対等な)二国家解決を選びたいと答えた人は62%で、二民族が平等な一国家解決を選びたいと答えた人は19%だった。この調査では、(イスラエルを消滅させて)パレスチナ人の国家を作る解決案は選択肢として提示されなかったが、10%が「パレスチナ人のためのひとつのパレスチナ国家」と答えた。

## 他の案
二国家解決以外としては一国家解決やイスラエル・ヨルダンの一部としてのヨルダン川西岸地区・エジプトの一部としてのガザ地区の三国家解決やイスラエル・ヨルダン川西岸・ガザの三国家構想がある。
一国家解決案には、イスラエルが支配する民主的でない不平等な(アラブ人の権利を制限する)一国家の案と、「歴史的なパレスチナ」からアラブ人を追放するイスラエル一国家案と、ユダヤ人とパレスチナ人が平等な民主的な一国家の案と、「歴史的なパレスチナ」からユダヤ人を追放するパレスチナ一国家案と、パレスチナが支配する民主的でない不平等な(ユダヤ人の権利を制限する)一国家の案がある。また、二国家解決に似た連邦国家にする案もある。